# بوکس در المپیک تابستانی ۱۹۷۶

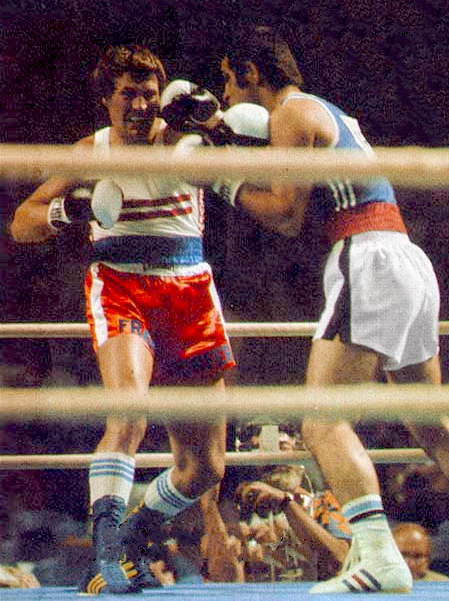
تصویری از مسابقه بوکس سال ۱۹۷۶

مشت‌زنی در بازی‌های المپیک تابستانی ۱۹۷۶ نام رویداد ورزش مشت‌زنی در بازی‌های المپیک تابستانی بود که در سال ۱۹۷۶ برگزار شد. این مسابقات از یازده بخش تشکیل شده بود که در مونترال، ایالت کبک، کانادا برگزار شد.